# Apadana

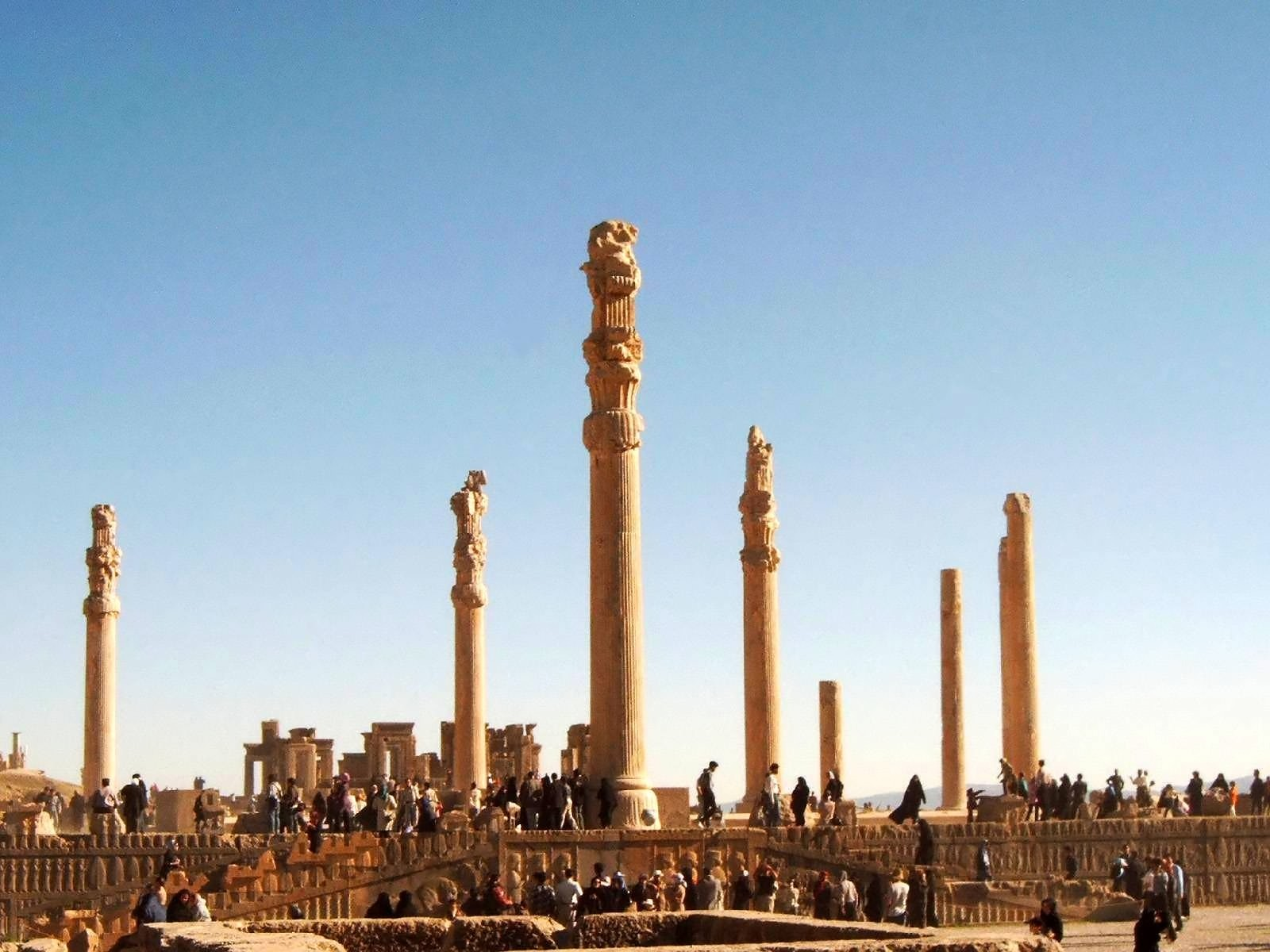
Rovine del palazzo Apadana

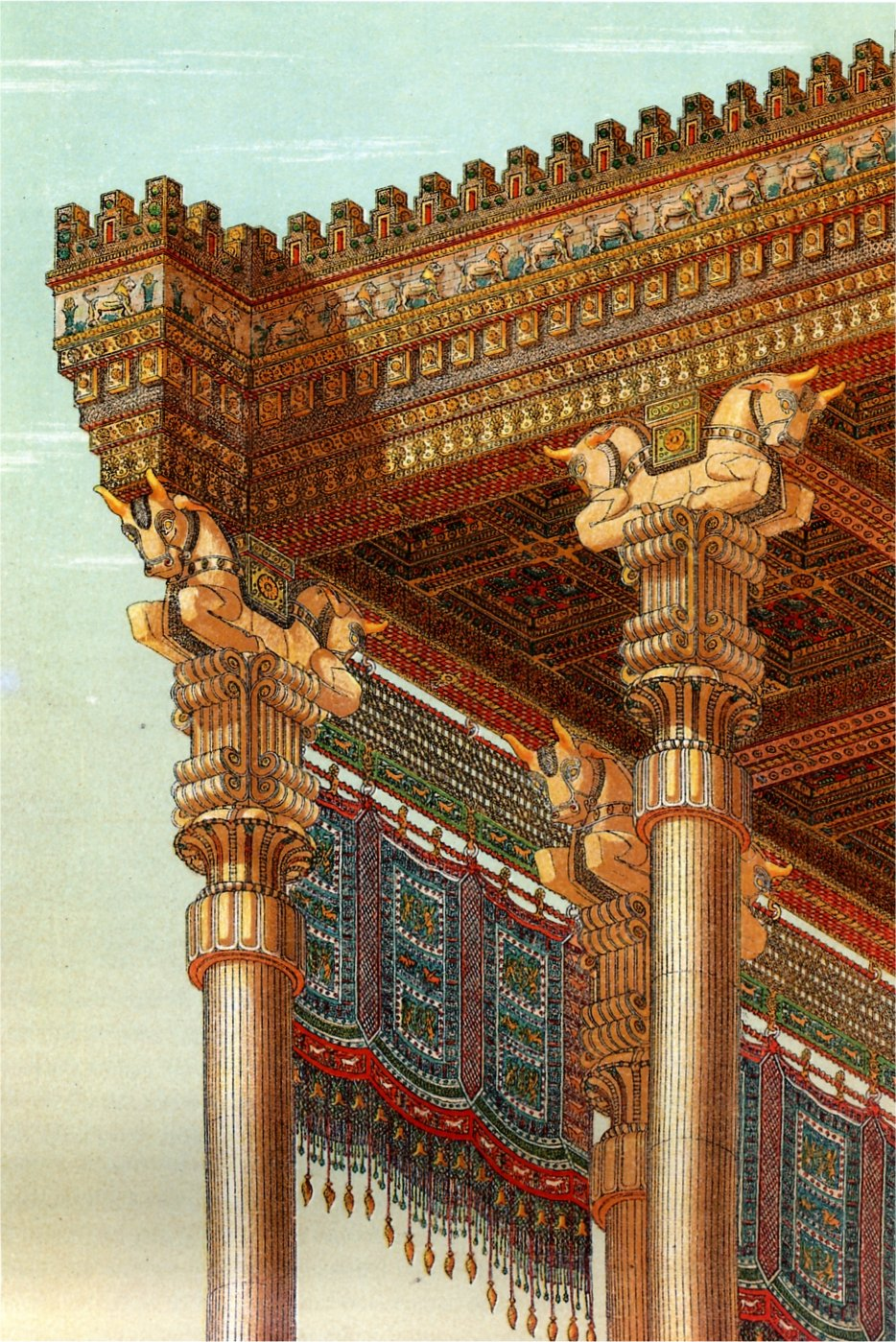
Ricostruzione del tetto dell'Apadana, di Chipiez

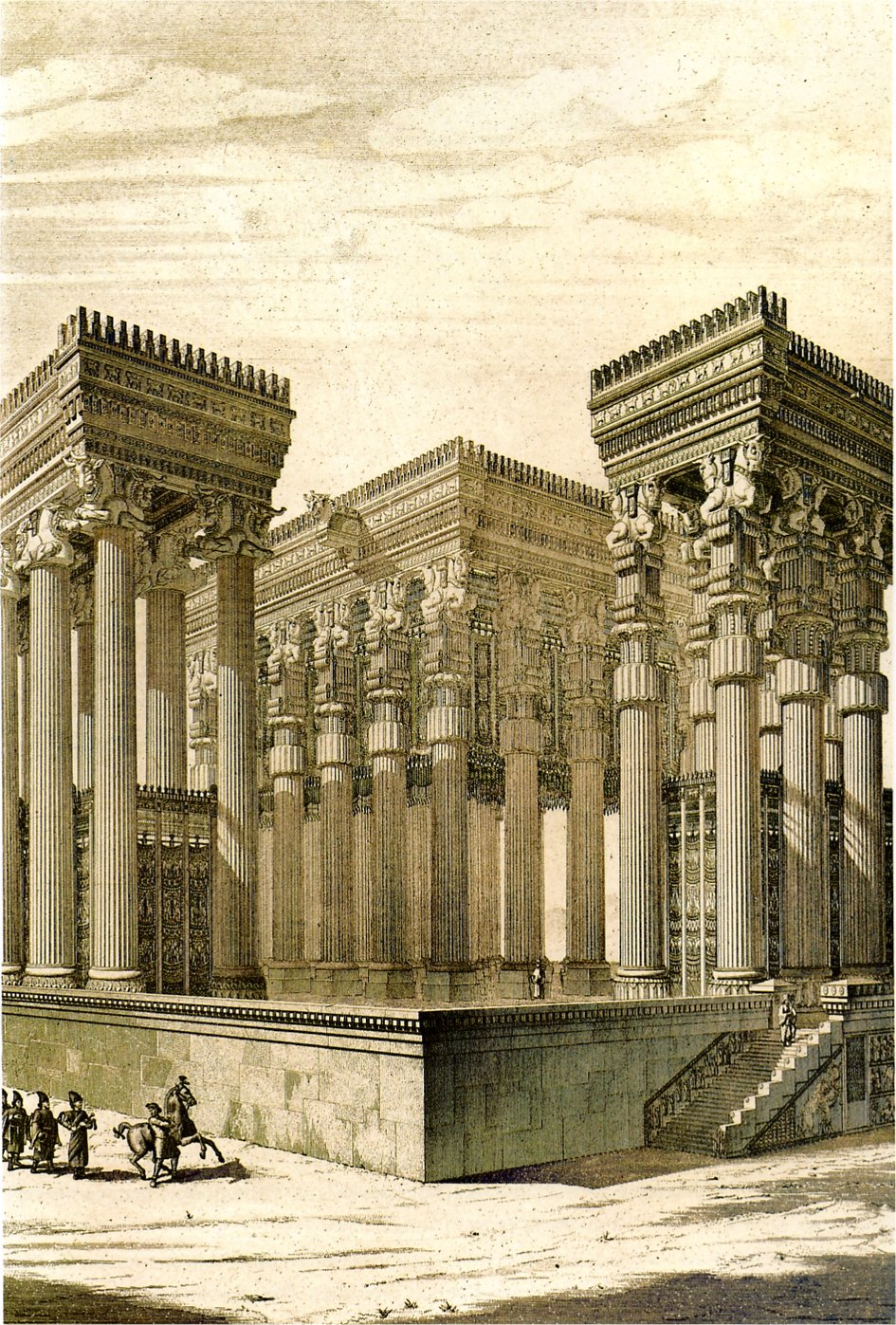
Ricostruzione dell'Apadana, di Chipiez

L'Apadana (in persiano antico 𐎠𐎱𐎭𐎠𐎴) era una sala con colonne tipica della Persia antica in cui si svolgevano udienze e cerimonie solenni.  L'apadana veniva costruita a qualche metro di altezza da terra e si componeva di porte laterali, raggiungibili attraverso scalinate. L'apadana era attorniata da una doppia fila di colonne oppure veniva eretta su due soli lati opposti e agli angoli vi erano torri quadrate. Le pareti esterne e le rampe erano decorate a bassorilievo, mentre l'interno con mattonelle di ceramica ed era diviso in navate.

## Il termine "apadana"
Il termine, "apadāna" è utilizzato per indicare una sala ipostila, ad esempio, un palazzo o una sala per udienze, dotata di colonne e costruita in pietra. Il termine, che viene reso in Elamita come ha-ha-da-na e in Babilonese ap-pa-da-an, è etimologicamente ambiguo. Esso è stato comparato con il sanscrito "apadana" (आपादन) che significa 'arrivare a', e anche al sanscrito apa-dhā (अपधा) con il significato di "nascondiglio o occultamento", e al greco apo-thēkē "magazzino". Il termine è sopravvissuto in periodi successivi in Iran, come nella lingua partica 'pdn(y) o 'pdnk(y) "palazzo", e fuori dall'Iran sopravvive in diverse lingue (compreso l'arabo fadan, l'armeno aparan-kʿ "palazzo").
Più precisamente, tuttavia, questa parola è l'antenato diretto del termine di architettura medievale e moderna, Ayvan / aywan. Il termine antico persiano un-pad-un, che sta per "non protetto", si riferisce alla veranda - struttura a forma aperta agli elementi esterni su uno dei suoi quattro lati, e quindi 'non protetto'/esposto agli elementi naturali. Questo è esattamente ciò che è il palazzo Apadana: una veranda (a colonne) aperta sui tre lati, una caratteristica unica tra tutti gli edifici dei palazzi di Persepoli.era una grande sala ipostila che si trova nel complesso delle rovine di Persepoli e nel palazzo di Susa. L'Apadana di Persepoli appartiene ai più antichi edifici del complesso di Persepoli, costruito nella prima metà del VI secolo a.C., come parte del progetto di Dario il Grande e completato da suo figlio Serse I. Gli studiosi moderni hanno "dimostrato la natura metaforica dei rilievi dell'Apadana come ordini sociali idealizzati". Gli architetti parti e sasanidi rimossero in gran parte le colonne che sorreggevano il soffitto della veranda, sostituendolo con una volta a botte, come nel famoso Ayvan di Kisra a Ctesifonte. L'evoluzione successiva del termine in aywan nell'architettura post-islamica, derivante dal vecchio "apadana", si riferisce sia a colonne (come ad esempio il palazzo di Chehel Sotoun, a Esfahan) o a volte a botte (tutti i quattro aywan e moschee). Come il vecchio Apadana, i nuovi aywan sono anche verande aperte agli elementi naturali su un lato.
Come moderno termine architettonico e archeologico, il lemma "apadana" viene usato anche per riferirsi alle sale ipostile Urartu, come quelle scavate a Altintepe e Erebuni. Queste sale sono precedenti a quelle della Persia, ed è stato ipotizzato che gli Urartu possano essere stati gli ideatori delle sale ipostili persiane.